# Triodontella lateristria
Triodontella lateristria är en skalbaggsart som beskrevs av Edmund Reitter 1889. Triodontella lateristria ingår i släktet Triodontella och familjen Melolonthidae. Inga underarter finns listade i Catalogue of Life.